# Mojoceratops
Mojoceratops perifania
Genre
Espèce
Mojoceratops est un genre éteint de dinosaures cératopsiens de la sous-famille des chasmosaurinés qui a vécu pendant l'époque du Crétacé supérieur au Campanien moyen dans ce qui est aujourd'hui l'Alberta et la Saskatchewan au Canada.
L'espèce type et seule espèce est Mojoceratops perifania, décrite par Nicholas R. Longrich (d) en 2010, et basée sur des fossiles qu'on a longtemps cru appartenir à Chasmosaurus.
Les restes de Mojoceratops ont été trouvés dans la formation de Dinosaur Park datant du Campanien moyen, il y a environ 76,5 Ma (millions d'années). Il était phylogénétiquement proche d'Agujaceratops et de Chasmosaurus, les trois genres étant les plus anciens chasmosaurinés connus.

## Publication originale
- (en) Nicholas R. Longrich, « Mojoceratops perifania, A New Chasmosaurine Ceratopsid from the Late Campanian of Western Canada », Journal of Paleontology, Société de paléontologie, vol. 84, no 4,‎ juillet 2010, p. 681-694 (ISSN 0022-3360 et 1937-2337, DOI 10.1666/09-114.1).